# Ponte do Freixo
De los puentes que conectan Oporto con Vila Nova de Gaia, el Ponte do Freixo es el que está más al este del río Duero. Proyecto de autoría del Prof. António Reis, el Ponte do Freixo se construyó con el objetivo de minimizar los atascos de tráfico automóvil vividos en los Puentes de la Arrábida y de Dom Luís I, particularmente notorios desde finales de la década de 1980.

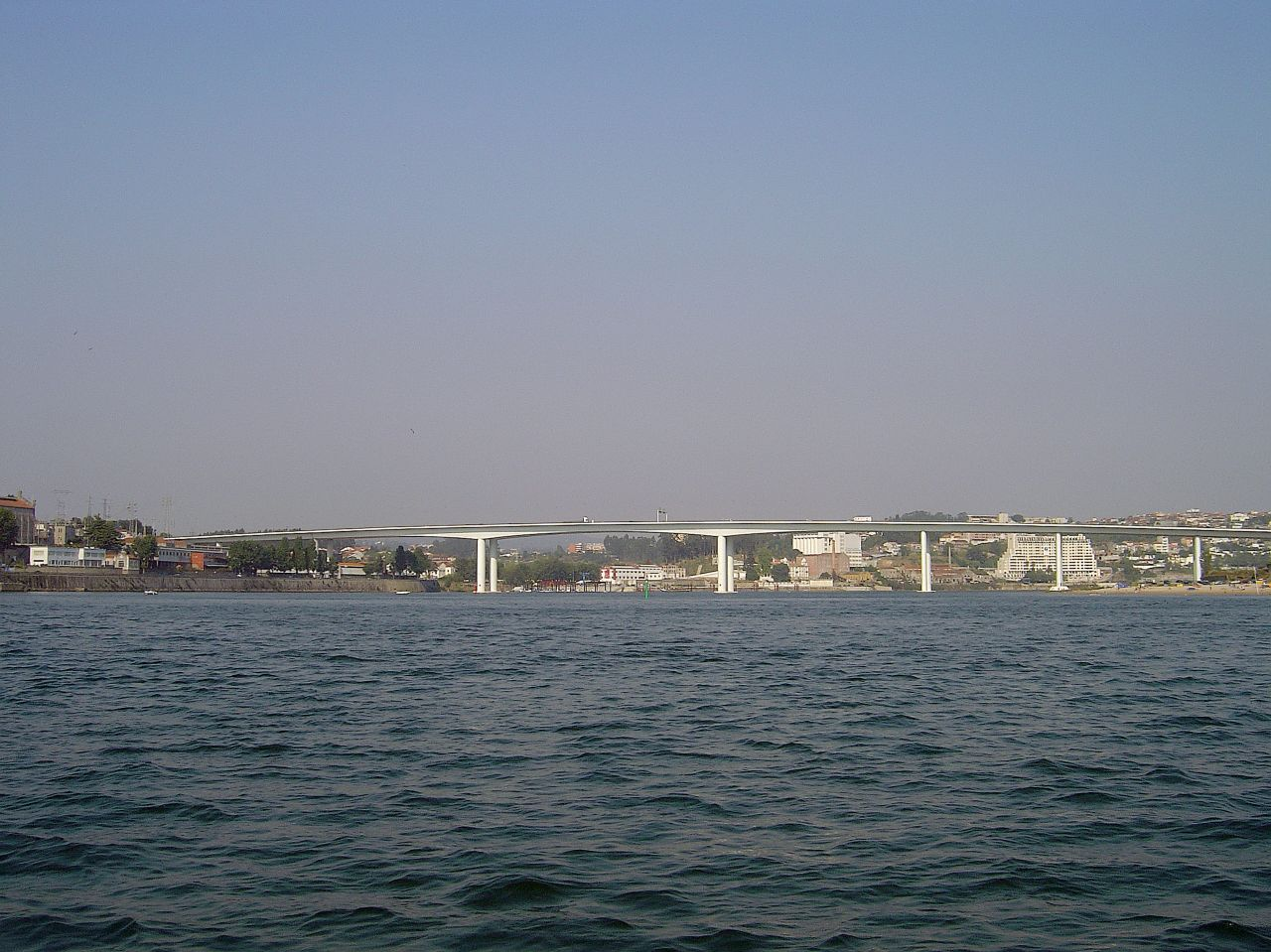
Vista del Ponte do Freixo.

En realidad, se trata de dos puentes construidos lado a lado y alejados 10 cm uno del otro. El puente tiene ocho vanos, siendo el principal de 150 m. Es un puente viario con ocho carriles de circulación (cuatro en cada sentido), pero con un tablero a cotas muy inferiores a las de todos los restantes puentes que conectan Oporto con Gaia.